# Chios (gmina)
Chios (gr. Δήμος Χίου, Dimos Chiu) – gmina w Grecji, w administracji zdecentralizowanej Wyspy Egejskie, w regionie Wyspy Egejskie Północne, w jednostce regionalnej Chios. W jej skład wchodzi między innymi wyspa Chios. W 2011 roku liczyła 51 390 mieszkańców. Powstała 1 stycznia 2011 roku w wyniku połączenia dotychczasowych gmin: Ajos Minas, Amani, Ionia, Kambochori, Kardamila, Mastichochoria, Omirupoli i wyspy Chios. Siedzibą gminy jest miasto Chios.